# Tørring (plaats)
Tørring is een plaats in de Deense regio Midden-Jutland, gemeente Hedensted, en telt 2448 inwoners (2008).